# Bandarpunch
Der Bandarpunch ist ein 6316 m hoher Gipfel im indischen Bundesstaat Uttarakhand im westlichen Garhwal-Himalaya.
Der Bandarpunch befindet sich im Distrikt Uttarkashi. 2,6 km westlich des Hauptgipfels befindet sich der 6102 m hohe Bandarpunch West (auch Bandarpunch II oder White Peak).
In einer Entfernung von 3,26 km erhebt sich nordnordöstlich des Bandarpunch der 6387 m hohe Kalanag. Die Schartenhöhe beträgt nicht ganz 500 m, so dass der Bandarpunch nicht als „eigenständiger Berg“ gilt.
Am Nordwesthang des Bandarpunch befindet sich das Nährgebiet des Bandarpunchgletschers. 
Die wörtliche Bedeutung des Berges bedeutet „Schwanz des Affen“.
Der Bandarpunch wurde im Jahr 1950 von Tenzing Norgay, Roy Greenwood und dem Sherpa Kin Chok Tshering erstbestiegen.
Der niedrigere Bandarpunch West wurde im Jahr 1984 von einer indischen Expedition über den Nordostgrat erstbestiegen.